# Jules Petiet
Jules Alexandre Petiet (Firenza, 5. kolovoza 1813. — Pariz 29. siječnja 1871.), bio je francuski inženjer strojarstva.
Otac mu je bio Pierre Francois Charles Alexandre Petiet (1782. – 1835.), kom je Napoleon dao naziv baruna, i koji je obnašao dužnost prefekta i indendanta u Toscani.
Svoje obrazovanje dobio je na današnjoj École Centrale Paris, koju je završio 1832. kao najbolji u generaciji. Bio je od ranih početaka upoznat s razvojem francuske željeznice. 
Razvoj nekih interesantnih lokomotiva pripisuju se upravo njemu: razvio je za željezničko poduzeće Compagnie des chemins de fer du Nord, jednu tzv. duplex-lokomotivu s rasporedom kotača A3A. Predsjednik École Centrale Paris je postao 1868., dužnost koju je obavljao do kraja života.  Njegovo ime nalazi se na popisu 72 znanstvenika ugraviranih na Eifellovom tornju.

## Bibliogarfija
- Jules Petiet, Louis Le Chatelier, Eugène Flachat, Camille Polonceau: Guide du mécanicien constructeur et conducteur de machines locomotives, Paris, Librairie Administrative de Paul Dupont Librairie Industrielle de Lacroix et Baudry, ( 1851.)
- Jules Petiet, A. Barrault Flachat: Traité de la fabrication de la fonte et du fer, 1846.

## Vanjske poveznice
- Životopis na francuskom